# Ходынцы
Ходынцы — племенная группа юкагиров по верхнему течению Анадыря. Говорили на приморском (чуванском) диалекте юкагирского языка. На рубеже XVII—XVIII вв. у ходынцев было около 120 трудоспособных мужчин (всего 480 чел. населения). Основное занятие — охота на северного оленя. Вошли в состав чуванцев.